# 岡本睦治
岡本 睦治（おかもと むつじ、1935年2月18日 - ）は、日本の経営者。

## 経歴
宮崎県出身。1957年に中央大学法学部法律学科を卒業し、同年に興亜火災海上保険に入社。1988年6月に取締役に就任し、1991年6月に常務、1992年6月に専務、1994年6月に副社長を経て、1998年6月に社長に就任。2001年4月から2004年6月までに日本興亜損害保険会長を務めた。